# Nívea Maria
Nívea Maria Cândido Graieb (São Paulo, Brasil, 7 de marzo de 1947) es una actriz brasileña.

## Biografía
A la edad de diecisiete años, Nívea era modelo y fue descubierta en ese entonces por el director Walter Avancini. Obtuvo su primer papel en la telenovela A Outra Face de Anita, la cual fue transmitida por TV Excelsior, de São Paulo, en el año de 1964.
Durante más de cuarenta años tuvo una presencia ininterrumpida en la televisión brasileña. Participó en numerosas telenovelas de éxito, con personajes importantes, como Gabriela, A Moreninha (1975), Doña Chepa (1977), Maria, Maria (1978), Coração Alado (1980), miniserie Anos Dourados (1986), Brega & Chique (1987), Meu Bem, Meu Mal (1990), Pedra sobre Pedra (1992), El clon (2001), la miniserie de La casa de las siete mujeres, Celebridad (2003), El profeta (2006) y India, una historia de amor (2009). Recientemente hizo una participación especial en la novela de Gilberto Braga, Insensato corazón (2011).
Fue partícipe de la telenovela Aquele Beijo, donde interpretó a Regina Collaboro.
Recientemente, Nívea participó en la telenovela de la escritora Glória Pérez La guerrera, donde interpreta a Isaurinha, la matriarca de la familia Alcântara Vieira.
Luego de tres años regresa a las telenovelas participando en la trama de la escritora Elizabeth Jhin Além do Tempo, donde interpreta a la autoritaria gobernadora Zilda.